# Mnet 20's Choice
Mnet 20's Choice는 CJ E&M의 주최로 2007년부터 2013년까지 진행했던 여름 시상식이다.

## 역사와 명칭
국내 최초 놀이와 문화가 공존하는 20대를 위한 여름 시상식으로, 20개 부문에 걸쳐 수상자를 선정한다. 수상자는 사전 온라인 투표 50%, 20대 선호도 조사 30%, 전문심사위원단 20%를 합산한 점수로 결정된다.
2007년 8월 21일 처음 개최되었고, 2008년 8월 23일 2회, 2009년 8월 28일 3회, 2010년 8월 26일 4회, 2011년 7월 7일 5회를 개최하였으며, 2012년 6월 28일 6회가 개최되었고, 2014년 Mnet 20's Choice 시상식은 M Countdown 10주년 행사로 대체, 2015년 2015 케이콘 USA으로 인한 20's choice 미개최되었다.
20's Choice 라는 명칭은 20대만을 위한 시상식이며, 20대가 투표하는 시상식이라는 의미이다. 하지만 매번 공정성으로 인해 논란이 일지만 이는 여타 시상식도 마찬가지라는 사정을 보면 크게 의미있는 것은 아니다.

## 역대 시상식

### 1회
- 개최 : 2007년 8월 21일 (화요일) 오후 7시

| 시상 구분                | 수상자                                           |
| ------------------------ | ------------------------------------------------ |
| 인기 그룹                | 슈퍼주니어                                       |
| 인기 가수 (남/녀)        | 세븐 / 아이비                                    |
| 뉴 스타                  | 정일우                                           |
| 베스트 보컬              | SG워너비 - 김진호                                |
| 베스트 액터 (남/녀)      | 조인성 / 김아중                                  |
| 베스트 코미디언 (남/녀)  | 유세윤 / 강유미                                  |
| 베스트 스타일 (남/녀)    | 공유 / 이효리                                    |
| 베스트 엔터테이너        | 현영                                             |
| 베스트 DJ                | 하하                                             |
| 베스트 캐스팅            | 이순재                                           |
| 베스트 커플              | 김혜성 & 김범                                    |
| 베스트 액션씬            | 영화 괴물                                        |
| 베스트 키스              | 최민용 & 서민정                                  |
| 베스트 드레서            | 슈퍼주니어                                       |
| CF 스타                  | 조인성                                           |
| 드라마스타               | 정일우                                           |
| 포토제닉 (남/녀)         | 조인성 / 이나영                                  |
| 최고의 꽃미남            | 슈퍼주니어 - 김희철                              |
| 바비걸                   | 고아라                                           |
| 개성                     | 노홍철                                           |
| 악동                     | 슈퍼주니어 - 강인                                |
| 쌩얼                     | 성유리                                           |
| 스포츠 스타              | 박태환                                           |
| Hot 바디 (남/녀)         | 권상우 / 현영                                    |
| 톹모델                   | 송경아                                           |
| 유행어                   | SBS 웃찾사 서울나들이 - 박영재 & 이동엽 & 이광채 |
| 눈물의 여왕              | 이나영                                           |
| 헐리우드 패셔니스트 스타 | 제시카 알바                                      |

### 2회
- 개최 : 2008년 8월 23일 (토요일) 오후 7시

| 시상 구분              | 수상자                              |
| ---------------------- | ----------------------------------- |
| Hot 드라마스타 (남/녀) | 이범수 / 김민정                     |
| Hot 무비스타 (남/녀)   | 장근석 / 김민희                     |
| Hot CF 스타            | 이광수 & 홍인영                     |
| Hot 뉴 스타            | 샤이니                              |
| Hot 버라이어티 스타    | 유재석                              |
| Hot 퍼포먼스 스타      | 이효리                              |
| Hot 패셔니스타         | 류승범                              |
| Hot 스포츠 스타        | 장미란                              |
| Hot 시트콤 스타        | 백성현                              |
| Hot 글로벌 스타        | 박용하                              |
| Hot 트렌드 뮤지션      | 빅뱅                                |
| Hot 스타일 아이콘      | 이효리                              |
| Hot 캐릭터             | 전진                                |
| Hot 코멘트             | 크라운 제이                         |
| Hot 연하남             | 유승호                              |
| Hot 스쿨걸             | 원더걸스 - 안소희                   |
| Hot 온라인 송          | 쥬얼리 - One More Time              |
| Hot 클럽뮤직 송        | 원더걸스 - So Hot                   |
| Hot 스위트뮤직 송      | 소녀시대 - Kissing You              |
| Hot 커플               | 크라운 제이 & 서인영                |
| Hot 라디오DJ           | 강인 & 태연 (강인, 태연의 친한친구) |
| Hot 케이블쇼           | 무한걸스                            |

### 3회
- 개최 : 2009년 8월 28일 (금요일) 오후 7시

| 시상 구분                | 수상자                                    |
| ------------------------ | ----------------------------------------- |
| Hot 드라마스타 (남/녀)   | 이승기 / 한효주                           |
| Hot 무비스타 (남/녀)     | 하정우 - 《국가대표》 하지원 - 《해운대》 |
| Hot CF 스타              | 빅뱅 & 2NE1                               |
| Hot 뉴 스타              | 2NE1                                      |
| Hot 버라이어티 스타      | 길                                        |
| Hot 퍼포먼스 스타        | 2PM                                       |
| Hot 패셔니스타           | 신민아                                    |
| Hot 스포츠 스타          | 김연아                                    |
| Hot 멀티테이너           | 이효리                                    |
| Hot 스타일 아이콘        | 이효리                                    |
| Hot 캐릭터               | 분장실의 강선생님                         |
| Hot 바디                 | 이효리                                    |
| Hot Mr.Beauty            | 닉쿤                                      |
| Hot 온라인 송            | 2NE1 - Fire                               |
| Hot 붐업 송              | 윤상현 - 네버엔딩 스토리 《내조의 여왕》  |
| Hot 커플                 | 김용준 & 황정음                           |
| Hot 썸머 더위사냥 인기상 | 2PM                                       |
| Hot 걸 그룹 스타일       | 핫팬츠                                    |

### 4회
- 개최 : 2010년 8월 26일 (목요일) 오후 6시
- 가장 영향력있는 스타 20인 수상자

| 시상 구분               | 수상자           |
| ----------------------- | ---------------- |
| 가장 영향력있는 스타 1  | 이수근           |
| 가장 영향력있는 스타 2  | 2PM              |
| 가장 영향력있는 스타 3  | 티아라           |
| 가장 영향력있는 스타 4  | 기성용           |
| 가장 영향력있는 스타 5  | 김태원           |
| 가장 영향력있는 스타 6  | 비스트           |
| 가장 영향력있는 스타 7  | 슈프림팀         |
| 가장 영향력있는 스타 8  | 박명수           |
| 가장 영향력있는 스타 9  | 방시혁           |
| 가장 영향력있는 스타 10 | 김현중           |
| 가장 영향력있는 스타 11 | 타이거JK, 윤미래 |
| 가장 영향력있는 스타 12 | 2PM              |
| 가장 영향력있는 스타 13 | 안철수           |
| 가장 영향력있는 스타 14 | 김갑수           |
| 가장 영향력있는 스타 15 | UV               |
| 가장 영향력있는 스타 16 | 포미닛           |
| 가장 영향력있는 스타 17 | 2AM              |
| 가장 영향력있는 스타 18 | 신세경           |
| 가장 영향력있는 스타 19 | 천정명           |
| 가장 영향력있는 스타 20 | 이정재           |

### 5회
- 개최 : 2011년 7월 7일 (목요일) 오후 6시

| 시상 구분                   | 수상자               |
| --------------------------- | -------------------- |
| Hot 드라마 스타 남자        | 차승원               |
| Hot 드라마 스타 여자        | 공효진               |
| Hot 무비 스타               | 강소라               |
| Hot CF 스타                 | 아이유               |
| Hot 뉴 스타                 | 수지                 |
| Hot 퍼포먼스 스타           | 비스트               |
| Hot 트렌드뮤지션            | F(x)                 |
| Hot 버라이어티 스타         | 유세윤               |
| Hot 개그 종결자             | 발레리노             |
| Hot 스포츠 스타             | 손연재               |
| Hot 식스팩 종결자           | 차승원               |
| Hot S라인 종결자            | 이하늬               |
| Hot 캠퍼스 여신             | 구하라               |
| Hot 트렌디가이              | 김민준               |
| Hot 온라인 송               | G.NA - Black & White |
| Hot 스타일아이콘            | 공효진               |
| Hot 한류스타                | 카라                 |
| 포카리스웨트 Hot 밸런스스타 | 2AM                  |
| Hot 20's Voice              | 유아인               |
| 슈퍼스타K온라인 Hot 멘토    | 이승철               |
| Hot 블루카펫스타            | F(x)                 |

### 6회
- 개최 : 2012년 6월 28일 목요일 오후 7시

| 시상 구분                           | 수상자                    |
| ----------------------------------- | ------------------------- |
| Hot 무비스타 (남/녀)                | 이제훈 / 배수지           |
| Hot 퍼포먼스 스타                   | 트러블 메이커             |
| Hot 버라이어티 스타                 | 한혜진                    |
| Hot 온라인 송                       | 버스커 버스커 - 벛꽃 엔딩 |
| Hot 20's Band Music                 | 칵스                      |
| Hot 글로벌 스타                     | 슈퍼주니어                |
| Hot 20's Click                      | 패션왕                    |
| Hot Sexiest 퍼포먼스 스타           | 씨스타                    |
| Hot 20's Do Don'ts                  | 박진영                    |
| Hot 트렌드 뮤지션                   | 소녀시대-태티서           |
| Hot Upcoming 20's                   | 여진구                    |
| Hot 스타일 아이콘                   | 장윤주                    |
| Hot 스포츠 스타                     | 구자철                    |
| 20's Booming Star                   | 조정석                    |
| Hot 라이또                          | 코미디빅리그              |
| Hot 폭스바겐 시로코 블루카펫 인기상 | 김수현                    |
| Hot 드라마 스타 (남/녀)             | 김수현 / 한지민           |

### 7회
- 개최 : 2013년 7월 18일 (목요일) 오후 7시

| 시상 구분                     | 수상자                                   |
| ----------------------------- | ---------------------------------------- |
| Icon of 20's                  | 이효리                                   |
| 무비스타 남자                 | 류승룡 - 《7번방의 선물》                |
| 무비스타 여자                 | 박보영 - 《늑대소년》                    |
| 드라마스타 남자               | 이진욱                                   |
| 드라마스타 여자               | 수지                                     |
| 스타일                        | CL                                       |
| 버라이어티 스타               | 신동엽                                   |
| 부밍스타 남자                 | 로이킴                                   |
| 부밍스타 여자                 | 하연수                                   |
| 글로벌 스타                   | 신화                                     |
| 퍼포먼스                      | 샤이니                                   |
| HOT 밴드                      | 데이브레이크                             |
| HOT 래퍼                      | 버벌진트                                 |
| HOT 커버 뮤직                 | 로이킴 & 정준영 - (이윤수 - 먼지가 되어) |
| 온라인 뮤직                   | 씨스타 - Give it to me                   |
| 보이스                        | 신화                                     |
| 레코드                        | 조용필                                   |
| 베스트 글로벌 투어링 아티스트 | 인피니트                                 |
| 블루카펫 인기상               | 이효리                                   |

## 같이 보기
- K-pop